# Okręg wyborczy Franklin
Okręg wyborczy Franklin (ang. Division of Franklin) – jednomandatowy okręg wyborczy do Izby Reprezentantów Australii, położony w południowej części Tasmanii. Pierwsze wybory odbyły się w nim w 1903 roku. Patronem okręgu jest podróżnik i administrator kolonialny John Franklin.

## Lista posłów
| okres urzędowania | poseł              | przynależność |
| ----------------- | ------------------ | --- |
| 1903-1922         | William McWilliams | Revenue Tariff Party (1903-1906) Partia Antysocjalistyczna (1906-1909) Związkowa Partia Liberalna (1909-1917) Nacjonalistyczna Partia Australii (1917-1920) Partia Wiejska (1920-1922) |
| 1922-1928         | Alfred Seabrook    | Nacjonalistyczna Partia Australii |
| 1928-1929         | William McWilliams | niezrzeszony |
| 1929-1931         | Charles Frost      | Australijska Partia Pracy |
| 1931-1934         | Archibald Blacklow | Partia Zjednoczonej Australii |
| 1934-1946         | Charles Frost      | Australijska Partia Pracy |
| 1946-1966         | Bill Falkinder     | Liberalna Partia Australii |
| 1966-1969         | Thomas Pearsall    | Liberalna Partia Australii |
| 1969-1975         | Ray Sherry         | Australijska Partia Pracy |
| 1975-1993         | Bruce Goodluck     | Liberalna Partia Australii |
| 1993-2007         | Harry Quick        | Australijska Partia Pracy (1993-2007) niezrzeszony (2007) |
| od 2007           | Julie Collins      | Australijska Partia Pracy |

źródło: 